# 키타로 탄생 게게게의 수수께끼
"키타로 탄생 게게게의 수수께끼"(일본어: 鬼太郎誕生 ゲゲゲの謎)는 2023년 공개된 일본의 애니메이션 영화다. 미즈키 시게루의 만화 "게게게의 기타로"를 원작으로 한다. 미즈키 시게루 탄생 100년 기념 작품으로 도에이가 배급하였다. 2024년 10월 4일에는 327컷을 리테이크한 "트루 에디션"이 공개되었다.
2018년에 제작된 애니메이션 "게게게의 키타로"를 바탕으로 한다.

## 출연
- 세키 토시히코 - 키타로의 아버지 역
  - 노자와 마사코 - 눈알 아버지 역
- 키우치 히데노부 - 미즈키 역
- 사와시로 미유키 - 키타로 역
- 타네자키 아츠미 - 류가 사요 역
- 코바야시 유미코 - 오사다 토키야 역
- 토비타 노부오 - 류가 토키마로 역
- 나카이 카즈야 - 류가 코조 역
- 소우미 요코 - 류가 오토메 역
- 야마지 카즈히로 - 류가 카츠노리 역
- 미나구치 유코 - 류가 히노에 역
- 쿠기미야 리에 - 오사다 토시코 역
- 이시다 아키라 - 오사다 겐지 역
- 시라토리 테츠 - 류가 토키사다 역
- 후루카와 토시오 - 어느 수수께끼의 소년 역
- 사와시로 미유키 - 키타로의 어머니 역
- 쇼지 우메카 - 네코무스메 역
- 마츠카제 마사야 - 야마다 역